# 동국대학교 사범대학 부속 가람고등학교
동국대학교 사범대학 부속 가람고등학교(東國大學校師範大學附屬伽藍高等學校)는 대한민국 서울특별시 광진구 구의동에 위치한 사립 고등학교이다.

## 학교 연혁
- 1930년 6월 20일 : 종로구 수송동(태고사-현 조계사)에 보통과 수업년한 2년제의 명성학원 설립 및 개교
- 1933년 6월 7일 : 명성여학교 인가
- 1945년 9월 15일 : 종로구 관수동 102번지로 교사 이전
- 1951년 8월 31일 : 명성여자중학교와 명성여자고등학교로 분리개편 인가
- 1967년 10월 11일 : 학교법인 동국학원의 경영인가
- 1971년 5월 30일 : 고등학교가 광진구 구의1동 238-1번지로 신축교사 이전
- 1973년 4월 1일 : 교훈 제정 [고운 마음, 옳은 행동]
- 1983년 2월 8일 : 체육관 준공
- 2004년 3월 19일 : 샛별관(정보화센터) 준공
- 2005년 3월 7일 : 동국대학교 사범대학 부속여자고등학교로 교명 변경
- 2022년 9월 1일 : 제29대 민보경 교장 취임
- 2023년 3월 1일 : 제42대 이사장 돈관 큰스님 취임
- 2025년 3월 1일 : 남녀공학 전환 및 동국대학교 사범대학 부속 가람고등학교로 교명 변경

## 참고 자료
- 동국대학교 사범대학 부속 가람고등학교 - 한국교육학술정보원 학교알리미